# Pseudopsinae
Pseudopsinae (лат.) — подсемейство жуков-стафилинид. Голарктика, Неотропика, Новая Зеландия. Встречаются в холодных горных лесах в областях с умеренным климатом.

## Описание
Мелкие коротконадкрылые жуки. Длина от 2 до 7 мм. Тело красновато-коричневое, широкое, слегка дорзовентрально сдавленное. Отличаются грубой пунктировкой головы и пронотума. Усики 11-члениковые.

## Палеонтология
Древнейшие находки происходят из раннего мела Китая. Также подсемейство известно из бирманского янтаря.

## Систематика
4 современных рода, более 30 видов.
Согласно Лоуренсу и Ньютону (Lawrence, Newton, 1995), входит в состав Staphylinine-группы семейства Staphylinidae: Oxyporinae, Megalopsidiinae, Steninae, Euaesthetinae, Solieriinae, Leptotyphlinae, Pseudopsinae, Paederinae, Staphylininae.
- Asemobius — 1 вид, Неарктика[4]
- Nanobius — 1 вид, Неарктика[4]
- Pseudopsis — 30 видов, Голарктика, Неотропика, Новая Зеландия[1]
- Zalobius — 2 вида, Неарктика[4]
- †Cretaceonanobius — формация Исянь[англ.], Китай[2]
- †Cretopseudopsis — Бирманский янтарь[3]